# 山口勝平
山口 勝平（やまぐち かっぺい、1965年〈昭和40年〉5月23日 - ）は、日本の声優、俳優。芸能事務所悟空代表。息子は同じく声優の山口竜之介。娘は落語家で声優の山口茜。
代表作は、『らんま1/2』（早乙女乱馬）、『名探偵コナン』（工藤新一、怪盗キッド）、『犬夜叉』（犬夜叉）、『ONE PIECE』（ウソップ）など。

## 経歴

### 生い立ち
大工である父親のもとに生まれる。福岡県福岡市博多区の櫛田神社の近くで暮らしていた博多っ子。
小さい頃は大工、動物が好きだったため、動物関係の仕事、保父、小学校の教師、『ガンバの大冒険』や船や海が好きだったため、船乗り、カチンコを打つことがいいなと考えて助監督になりたいと考えていた。その頃から漫画、アニメが好きだったため、声優に興味がなかったわけではなかったが、明確に職業として意識してはいなかったと語る。

### 学生・養成所時代
小学校から中学1年生まで野球部に所属して野球をしていたという。その時のポジションはセカンドと、控えてピッチャーもしていた。2年生で転校して、サッカー部に入部したかったが、体育の時間に足をケガして医者から「サッカーやるな」と言われたという。「それは足が治るまでやるな」ということだったが、勝手に「一生サッカーできないんだ」と悲愴していたという。スポーツは見るよりも、やるほうが好きで1991年時点はスポーツはしていないという。
その頃、前述のとおり、テレビアニメが好きだったが、高校時代はバンドでサイドギターでボーカル担当、バイクといった他のことに熱中し、始めており、アニメを見なくなった。高校時代は硬式テニス部に所属していたが、高校2年生の途中で辞めたという。
アルバイトは福岡にいた時は、ケンタッキー・フライド・チキンと、年末だけ魚市場で働いていた。魚市場のアルバイトは夜7時から明け方の4時ぐらいまでの仕事で、その時期はお正月用に魚が水揚げされていたため、それを手伝っていた。メチャクチャ寒かったが、ひと晩で8千円ぐらいもらえるため、頑張っていたという。もらったお金は全部ギターとバイクに注ぎ込んでいた。夏休みには、映画館でアイスを売る派遣のようなアルバイトをしていた。当時は福岡県福岡市博多区中洲に映画館がまとまって建っていたため、友人とシフト表をやりくりして色々な映画館に行っていた。当時は趣味と実績を兼ねた至福の時間を過ごしていた。当時上映していたタイトルはほとんど観ており、お金を払っても観るべき映画とそうでない映画の見分けが付くようになった。
幼稚園の頃からお遊戯会、小学校の学芸会で演じることは好きであり、高校時代の三者面談の時に教師と母親に初めて「役者になりたい」と言っており、後に「東京に出てきたかっただけなのかもしれません。」といい、「東京に出たい」という気持ちが強く東京に出るための手段として役者の仕事を選んだと語る。
いきなり「役者になりたい」と言っても、両親の反対はなく昔から勉強勉強というようなことはなかった。他人と真正面から向き合っていくことを重んじるような人物たちだったため、「東京で、一人でがんばってみるのもいい勉強だから行ってきなさい」と快く送り出してくれた。
母は寂しかったといい、上京当時は、「親に寂しい思いをさせてまでやらなくちゃいけない仕事なんだ」という覚悟もなかった。その時に「側にいてあげられないのはやはりひどいことなんだ」、「東京に出てきて役者になったことが、人生最大の親不孝だろう」、「自分が親になってみて、初めて親に対して申しわけなかったな」と感じるようになったという。
ただし、いつまでもダラダラとしていても意味がないため、「5年やってみてダメだったら戻る」という約束で、福岡県立筑前高等学校卒業後、漠然と「役者になってみたい」と考えて、1984年、19歳の時に東京へ移住。
高校にあった専門学校ガイドのようなものを見て進路を探し、演劇関係では、専門学校東京アナウンス学院と丹波道場の2つしか掲載されていなかった。丹波道場の練習風景の写真を見ていたところ先生が竹刀を持ち、「これは怖いなぁ」と漠然と、「役者になろう」という程度の感覚しかなかったため、「こんな怖いとこいけない」とそこには行かなかった。それと、福岡なまりがあったため、発音を直そうと新聞奨学生になり、専門学校東京アナウンス学院に入学。当時の配達地域には富山敬が住んでおり、富山の家に新聞を配っていた。山口のデビュー後、富山が父役で共演したことがあり、富山に挨拶へ伺ったところ、富山が「どっかで見たことがあると思った…、新聞屋さんだ!!」と驚かれたこともあり、2021年時点では、良い思い出だという。専門学校在学中、週1回日曜だけの声優養成所の広告を見て声優養成所の存在を知る。養成所のサンハウスミュージックに通っていた。
職業としての声優を意識していないころから好きだった野沢雅子が講師をしていた学校の広告を見つけ、後に師匠になる肝付兼太も講師をしており、「それでもう、その養成所に通うしかない」と思い、肝付のクラスに配属。2009年時点でも憧れたり尊敬する先輩でも肝付と野沢を挙げている。その頃の肝付は劇団21世紀FOXを結成されたばかりであり、初めて役者になるための手段として劇団という道があることを知った。その時に「舞台は面白いよ」、「舞台はすごく楽しいよ」と何度も聞かされているうちに「じゃあ舞台をやってみよう」と思い、同劇団に入団して大道具・小道具のようなスタッフワークから始める。同劇団に専念するために半年で同アナウンス学院を自主退学した。専門学校時代にしていた新聞配達をそのまま続けていた。専門学校退学後も、新聞の専売所に寄宿できるため、最初の1年はよかったが、退学後はまかなわなければならないため、大変で、苦しくなると姉に泣きついていたという。
他のアルバイトとして寿司屋、レストラン、着ぐるみなど多くしており、デビューするくらいまでだったことから5年ぐらい続けていたという。
以前は様々な理由で役者を辞める話を聞くと、「こんなに楽しい熱中できることを辞めるなんて、自分の夢を諦めるなんて、いったいどれだけのつらさがあるんだろう」と思い、決断ができなかったことから役者を続けてきたが、長く活動していくうちに逆に「辞めるのは簡単だな」と考えるようになったという。役者を辞めようとは思っておらず、ちょうどデビューしたのが父との約束の5年目だったため、「免罪符ができた、ラッキー」と思った。2012年時点では楽しいことから役者を続けていけるという。
お金がなかったため、アルバイトに明け暮れていたが、それ以外の時間は全部劇団につぎこんでいた。趣味に回すようなお金もなかったが、芝居が趣味のようなもの、自分のすべてで、2012年時点でもその当時に培ってきたものが自分の根っこにあると感じているという。
劇団の稽古が夕方からだが、深夜のバイト明けだと稽古中に眠くなり、その時に、「このままでは何のために東京に出てきたのかわからない。アルバイトをするために上京してきたわけではない」と思った。それで、収入が落ちることを覚悟でアルバイトを早朝のものに変えたりしていた。
その当時は、食べるために舞台をしているわけではなかったことから「舞台をやっていれば別に食えなくてもいいや」と思った。5年劇団に在籍し、舞台ではなかなか食べていけないのも自分で理解していた時期で、「一生アルバイトしながらでも舞台ができればいいや」と思っていたくらいだったという。

### キャリア

#### 舞台俳優として
劇団に入団してから1年くらいで端役で初めて舞台を踏み、北村想の『踊子 〜THE DANCER MURDER CASE〜』の主人公の少年探偵役で初主役。師匠が肝付だったこともあり、声の仕事関係のディレクターたちが舞台を観に来てくれることが多かった。その後、そこで舞台を続けていくうちにセリフは「教室の私語は厳禁です」の一言だけの黒子役で出演していた舞台を見ていた音響監督の斯波重治に「声優にならないか」と声をかけてもらって、23歳からは声優としても活動。当時は、漠然と「役者になりたい」という思いがあり、舞台に出演させてもらい、「このまま一生舞台役者のままでいる」ということもできたが、「何かしらチャレンジしたい」とも思っていた。

#### 声優として
最初は3回くらいガヤの仕事をして、1989年にテレビアニメ『らんま1/2』の早乙女乱馬役で初主演し声優としてのキャリアを本格的に積み始める。初めてオーディションで受かった役は『魔女の宅急便』のトンボ役で『魔女の宅急便』と『らんま1/2』なしでは声優のスタートは切れなかったと語っている。
声優として仕事を始めてからは、舞台とは違い声だけで演じなければならず「難しいな」と感じていた。何もかも初めてのことだらけで、スタジオでのマナーも全く無知で、台本の見方すらわからなかった。最初に台本の直しをするが、「ここ“マルセ”出ます」「画面“パン”したらしゃべってください」などの専門用語が全然理解できず、聞ける雰囲気でもなかった。自分のセリフが終わって安心して、本番中にお茶を飲んでしまったこともあったりと、たくさん失敗していたという。その時はいわば「現場がトレーニング場であった」とのこと。デビュー当時は、その性格から声優仲間で「甘えん坊将軍」という渾名を付けられる。
当初はスーパーでのアルバイトを行っていたが、『らんま1/2』が始まって1年ほどたった頃、「自分は声優としてやっていくんだ」と腹をくくりバイトをやめた。
一時は賢プロダクションに所属していた時期もある。
映画初主役は1991年、劇場アニメ『アルスラーン戦記』のアルスラーン役。その後も多くの作品に出演し、東京アニメアワード2003にて個人の声優賞を受賞。
2004年5月9日に芸能プロダクションの悟空を設立。2022年現在、山口自身も悟空に所属し、また社長も務めている。

### 現在まで
2017年10月27日、滋賀県長浜市の長浜市PR大使（声の観光大使）を委嘱される、同日に長浜観光協会のPRキャラクター「ひでよしくん」の声を担当するための「キャラクターボイス任命式」が行われた。
2019年、第13回声優アワードにて富山敬賞を受賞。

## 人物
趣味・特技はイラスト、ギター、殺陣。
演劇のように体動かした方がしゃべりやすいという。1999年時点ではすごく舞台が好きで役者の世界に入ったことから、最終的には「舞台に戻りたいな」と思っているという。

### 特色・役柄
テレビアニメ、ゲーム、洋画の吹き替えなどで、数々の作品に出演している。はつらつとした少年役の声に定評があり、活発な少年・青年役を得意としている。演じる少年役は幅広く『アルスラーン戦記』のアルスラーン役のように繊細で高貴な役、『機動武闘伝Gガンダム』のサイ・サイシー役のようなヤンチャな男の子、『空想科学世界ガリバーボーイ』のガリバー役のようにワイルドな野郎まで、変幻自在である。『らんま1/2』の早乙女乱馬役以降、少年役を演じるにあたって「カッコよく演じない」ことが軸になっており、カッコよく演じるのではなく結果カッコよければいいだろう、という感覚だという。
アドリブについて、『キャッ党忍伝てやんでえ』で悪ふざけではなく作品をより楽しんでもらうためのアドリブは「やるかやらないか迷ったら、やれ」と学んだという。『ビーストウォーズ』シリーズでは「アドリブを入れたら、ウケなくても台本に戻すのはNG」「翻訳家の方が考えてくれたものを自分で変えた以上、それがダメだったからといって戻すのは失礼だ」というルールがあり、アドリブをやる際は一つの台詞に対してネタを3つ4つ用意してテストと本番で台詞を変え、受ける側もとっさのアドリブで応戦しアドリブ合戦になるという、「楽しいけど、胃が痛くなる。でもやっぱり楽しい。そんなスタジオでした」とのこと。
役によって声を作ることは少ないが、『DEATH NOTE』のL（エル）役のオーディションでは「一番低いところで聞かせてください」「もっと低い声は出ますか？」とオーダーを受けた。声を作ったうえに、狭いレンジの中でどうセリフのニュアンスを伝えるか、制限に抗って色々試したという。
声の仕事が忙しくなってきた時は、劇団のほうはダブルキャストにして助けてもらっていた。両方していると、両方とも新鮮だったりしており、片方だけだったら、退屈病が出てきたかもしれないという。
『機動武闘伝Gガンダム』で共演した関智一によると集中力があり、どんなに早いカット割りのアニメでも見逃さず、周りの人が一瞬台本に目を落とした隙にシーンを見逃すと、「今ここだよ」と教えてくれるという。関は山口から「口パクに合わせるような芝居をしてはいけない。どんなに合わせたつもりでも、後でスタッフさんが合わせ直してくださるものだし、多少こぼれた（口パクと合わなかった）としても、演技をちゃんとしたほうがいい。いい演技をすれば、絵のほうを合わせてくれるから」と教えてもらったと語っている。

#### 出演作について
『名探偵コナン』では工藤新一と怪盗キッドの2役を担当しているが、それまで演じたことないキャラクターだったため、すごく悩み、「二人一緒に出たら嫌だなぁ…」と思っていた。しかし、2人が対峙する話をする時、自分の中で違いもハッキリを分かり、自然に新一との区別を把握することが出来たという。新一の出番が少ないことを嘆いているが、だからこそ出番がある際には「俺は高校生名探偵工藤新一……」というセリフを言い新一のキャラを掴んでからアフレコに挑んでいる。また『コナン』の中で一番好きなエピソードは「空飛ぶ密室 工藤新一最初の事件」である。コナン役の高山みなみと一緒に一人の人物を作っていくポジションであり、話が進み高山のコナンがかっこよくなるにつれて新一もかっこよくなり戸惑っていた時期もあったと語っている。新一とキッドの演じ分けについて当初は悩んでいたが、二人が邂逅する話を演じた際そのイメージはキッドがコナンと初めて相対した時の構図のままであり、逆に新一とキッドを演じ分けられるようになったという（コナンは下からキッドを真っすぐ見上げており、キッドは上からコナンを余裕を持って見下ろしている、その立ち位置のまま演じればいいという指針が自分の中で出来上がったという）。
高橋留美子作品では、『らんま1/2』『犬夜叉』と連載作品のアニメ化時の主人公を2作連続で担当しており、その次の連載作品である『境界のRINNE』では主人公の父親役を担当。また、『うる星やつら』のOVAにも白井コースケ役で出演している。『らんま1/2』は、山口にとってオーディションに受かりレギュラーとして挑む最初の作品で、本人曰く「右も左も分からない状況で、とにかく一生懸命乱馬役を没頭して演じた」「声優として形ができていなかったため、第1話と最終話では演じ方がまったく違う」とのこと。『犬夜叉』では、オーディションを受けたものの、後にスタッフから聞いた話によると、高橋の方から指名を受けていた。最初の主役を演じた『らんま1/2』と同じ作者の作品で再び主役を演じられたことで「初心に帰ることができ、自分の声優としての立ち位置を確認できた」と回顧している。仕事をしていく中で瞬発力が身についたという自信があったため、激しいアクションシーンが多かった『犬夜叉』は楽しかったとのこと。また、役作りを任されていて自由に演じることができ、「妖怪の血」の表現など細かなトライを沢山しており、「我ながら工夫して演じた」という。
『らんま1/2』の出演時はアニメは録り直しがきくため、最初の頃は「いいものを作りたいという思いから何カットもセリフを録り直してほしい」とお願いしていた。その時、良牙役の山寺宏一から「いいのものにしたくて言っているのもわかるけど、音響監督がOKを出したものに対して『録りなおしてくれ』という言葉を出すということは、お前はそれに対して責任を持って言っているのか？ただ自己満足でやり直したいというのだったらやめなさい。本当なら音響監督さんはお前のセリフの全部を録り直したいくらいなんだから」と言われた。その時の言葉は2004年時点も深く残り、デビューしてわりと早いうちに山寺から指摘されたことが「自分のために本当に良かった」と語る。その頃からプロの自覚が芽生え出した。それまでは知らない世界に連れてきてくれて、アニメの主人公を演じさせてくれて、「楽しいなぁ」という軽い気持ちでしていた部分が強かったと語る。
デビュー当時、『らんま1/2』の現場で全くのド新人は山口だけであった。周囲には、既に2・3年活動している高山みなみ、林原めぐみ、その周囲にもう少し先輩の日髙のり子、山寺宏一、その上に緒方賢一、永井一郎らがいた。そういう3重、4重の層で新人として面倒を見て貰ったことから、「本当に周りの人に育ててもらったな」と感じていたという。
『らんま1/2』の放映が終了した後の打ち上げパーティーで原作者の高橋留美子に初めて会った。その時に初めて挨拶したところ、「乱馬らしい乱馬くんをありがとう」と感謝の言葉を貰った。何よりも印象に残ったのは、高橋が挙げた好きな乱馬のセリフが「それは俺のタクアンだ」であったという。ほかにもたくさんかっこいい決めゼリフがあるにも関わらず、乱馬と親父が食事のことでケンカしているシーンを観て、「あ、乱馬がしゃべってる」と感じてくれたそうで「声優冥利に尽きる褒め言葉だ」と思ったという。
『ジャイアントロボ THE ANIMATION -地球が静止する日』の主人公・草間大作役は、山口にとってとても大きな作品だったという。大作役は当初、子役でいくという案もあったが、制作が長期にわたることが予想されていたため、声変わりの心配がない成人男性で少年役ができる役者ということで山口に白羽の矢が立ったという。大作役を演じるにあたり、監督の今川泰宏に「大作の周囲に配置される大人のキャラクターたちと同じテンションの芝居をしないでほしい」と説明され、「子供の目線の世界観を表現してほしい」とリクエストされ、セリフも「大見得とは対局の、むしろ棒読みな感じでやってくれ」と言われていた。最終話のラストでは、「そこまでに彼が経験してきたことを踏まえて、一回り成長した草間大作として、『砕け! ジャイアントロボ!』を叫んでほしい」と言われて演じていたという。
『ONE PIECE』では、元々主人公のルフィ役を希望してオーディションに臨んだが落選。その後、別オファーを受ける形でウソップ役に決定した。山口は原作を連載開始当初から読んでおり、決まったときは嬉しかった一方で、戸惑いもあったという。その理由として、「原作を読んでも、ウソップの声だけどうしてもイメージできなかったから」と振り返っている。最初分からなかった分、色々なことを試したといい、その分「自分が演じたキャラクターの中で一番自由かもしれない」という。「ウォーターセブン編」でのゴーイングメリー号を巡って一味を抜けたウソップの「ホントは全部知ってんだ、もうメリー号がダメだってのも知ってんだ！」というセリフは、ウソップの全てがつまっていると思ったといい、好きなセリフにあげている。また、ボーイン列島で太ってしまったウソップの声を出す場面では、山口自身も体重を増量してからアフレコに臨んだ。
吹き替えでは、ルーニー・テューンズシリーズにおいて、バッグス・バニーの声を『スペース・ジャム』より現在まで長きに渡り担当している。バッグス決め台詞「どったのセンセー?」の彼独特の言い回しが特に有名である。

### 舞台俳優として
本業は舞台俳優で、1999年時点での山口自身の中では「そうありたいな」と思っているが、仕事として成り立っているのは声優としての部分。しかし「どっちじゃなくっちゃいやだ」、というかたくなな部分はないという。
それだけの魅力が舞台にはあり、2008年時点では声の仕事をしても、舞台を離れられないのは舞台の魅力があるからである。舞台の最大の魅力は、「“生”あることだ」と語り、魅力に気づいてきたのは劇団に入団しばらくしてからだったという。
原点にあるのは舞台で、若い頃は「はい。そうです」と言っていたが、だんだん年をとると言い切るのも恥ずかしくなり、2008年時点では「そうであるといいな」と思っているという。
2008年時点では芝居が好きで、芝居漬けになっているのが好きで舞台の本番も好きだが、稽古が好きである。舞台袖から観た世界は、魅力的な世界で夢のような世界に感じ、そういう場に身を置き、「その状況を維持するためには稽古するしかない」と思っているという。
2008年時点では色々な芝居を観ており、友人の芝居もよく観にいくが、いい芝居を目の当たりにしていると、「なぜ自分がここで観ているんだろう」と思い、悔しくて楽屋に行けないという。「演じる側にいる立場じゃないのか」と稽古したくなり、芝居をして、「よくがんばったね」と言われたら「面白くなかったんだな」と思い、お金もらい、観てもらっているわけだったことから、「がんばって当たり前ですよ」という。
『虎の尾を踏む男達』を見てから喜劇俳優の榎本健一を尊敬しており、自身の舞台では榎本健一をモチーフにした役を演じることもある（『ルーニー・テューンズ』のバッグス・バニー役も榎本を重ねているという）。自身初めての舞台経験は、幼稚園に通っていたころ、お遊戯会で桃太郎の役（ただし、この時は桃太郎役が2人おり、物語の途中で演じる人が変わったため、生まれてから鬼ヶ島に旅立つまで）を演じた時だという。なお、高木渉、関智一と「さんにんのかい」という3人芝居のユニットを結成して活動していた。現在も活動することを望んでいる。

### その他の活動
イラストレーターとして、アニメ・声優関係の雑誌・本を中心にイラストを提供することもある。例えば、日髙のり子のエッセイ『のんこ』では、山口が挿絵を描いている。また、『ふたりはプリキュア Splash Star』で共演した松来未祐が死去した際は追悼の意を込めたイラストを投稿している。2020年現在、ONE PIECE.com「アニメONE PIECEの現場から」では毎週イラストを描いている。
『ボイスラッガー』の（7話の）撮影を家族で見学に行った際、劇中劇のヒーローショーを見に来た一家役でエキストラとして出演しており、勝平に抱かれた息子・竜之介が「パパ、ボイスマンは？」というセリフを演じた。また『ビーストウォーズメタルス』の第9話のトーク部分にてファンレターの名目で竜之介の名前を出した際は「恥ずかしいからやめて」と怒られたという。
2017年に行われたイベントより落語を始めるようになり、関智一と共に落語家の立川志ら乃を師匠として師事している。高座名は「のゝ乃家ぺぺぺぇ」。2019年11月、令和元年度NHK新人落語大賞審査員を務めた。落語を始めたのは2016年に高木渉がドラマへ出演するようになり「自分も何か新しいことを始めたい」と思い、『昭和元禄落語心中』のイベントの落語に挑戦するコーナーに参加したことがきっかけだった。それまでは50歳を超えて、「このまま声優と舞台の仕事をしながら、これからも過ごしていくんだ」と思っていたという。

### 人間関係
野沢雅子は、山口が本名で芝居をしていた頃から、「光雄、光雄」と、気さくに話しかけてくれ、デビュー後もずっとかわいがってくれたという。2016年時点でも変わっておらず、「子供の頃に憧れていた人物と、こんなふうにお話できるようになるなんて、いまだにちょっと信じられない」と思うことがあるという。声優学校の一番最初の野沢の授業で自己紹介をされたが、その時「私がやっている少年役とかできそうね」と言われたという。それがすごく嬉しく、2016年時点でも励みになっているという。2011年、『ドロロンえん魔くん』のリメイク作品『Dororonえん魔くん メ〜ラめら』で、かつて野沢が演じていたえん魔役を演じていたが、オーディションで決まった時は鳥肌が立ったという。それについて野沢は「誰がやるのかと思っていたから、勝平でよかった」と喜んで応援してくれたことから、「なんて大きな人なんだろう」と思ったという。野沢も最終回にはえん魔の父役で出演しており、そのことについて山口は、野沢に父役をしてくれた役者は「僕だけじゃないかな」と少し自慢していたという。山口は野沢については一番影響を受けている役者であり、「男性版・野沢雅子を目指せたら素敵だな」と思っているという。
『らんま1/2』で声優としての経験がゼロだったころ、林原めぐみなど共演者の演技を見て盗んだり、現場で最初唯一知っていた日髙のり子にすがっていたという。
高木渉とはデビュー初期より共演が多く、仲が良い。山口は「いちばん尊敬する役者」に高木を上げており、いろいろな作品で一緒になるなか毎回役を工夫して作ってくる高木に対し「この調子で渉の芝居の引き出しが１コ１コ増えていったらいつかかなわなくなる」と内心思っていたという。高木も「僕はどっちかっていうと脇役タイプ。たくさん主役をやってきた勝平くんをあらためてすごいなと思います」と山口との対談で語っている。
日髙のり子とはアルバイト時代に縁があり、着ぐるみのアルバイトをしている頃に日髙と一緒させてもらう機会があったという。当時、日髙は『アニメ三銃士』のコンスタンス役を演じていたが、そのファンツアーに、着ぐるみアクターとして参加していという。泊まりがけの仕事だったため、スタッフ皆でご飯を食べながら、日髙に、職業としての声優の話しを色々聞かせてくれたという。しかしその時は、半年後に再会することになるとは思っておらず、日髙もずいぶん驚いていたという。

## 出演
太字はメインキャラクター。

### 劇場アニメ
1989年
- 魔女の宅急便（トンボ）

1990年
- ちびまる子ちゃん（大野くん）
- 風の名はアムネジア（ジョニー）

1991年
- アルスラーン戦記（アルスラーン）
- らんま1/2 中国寝崑崙大決戦! 掟やぶりの激闘篇!!（乱馬）

1992年
- アップフェルラント物語（ヴェル）
- アルスラーン戦記II（アルスラーン）
- ちびまる子ちゃん わたしの好きな歌（大野）
- せんぼんまつばら 川と生きる少年たち（トンベエ）
- ちびねこトムの大冒険（マイケル）※未公開作品
- トトイ（ビリア）
- らんま1/2 決戦桃幻郷! 花嫁を奪りもどせ!!（早乙女乱馬）

1993年
- 蒼い記憶 満蒙開拓と少年たち（鈴木恭太）
- ドラミちゃん ハロー恐竜キッズ!!（ミエ吉）

1994年
- ウメ星デンカ 宇宙の果てからパンパロパン！（サンカク）
- らんま1/2 超無差別決戦! 乱馬チームVS伝説の鳳凰（乱馬）

1995年
- クレヨンしんちゃん 雲黒斎の野望（ジョン青年）
- ユンカース・カム・ヒア（乗客）

1996年
- 金田一少年の事件簿 オペラ座館・新たなる殺人（金田一一）
- ご近所物語（山口ツトム）
- ドラゴンクエスト列伝 ロトの紋章（キラ）
- PIPI とべないホタル（ショウ）

1997年
- 音響生命体ノイズマン（マナブ）
- 名探偵コナン 時計じかけの摩天楼（工藤新一）
- るろうに剣心 -明治剣客浪漫譚- 維新志士への鎮魂歌（武蔵野泰春）

1998年
- CG版ビーストウォーズ 激突!ビースト戦士（ラットル）
- CG版ビーストウォーズメタルス（ラットル）
- 名探偵コナン 14番目の標的（工藤新一）

1999年
- ビーストウォーズメタルス コンボイ大変身!（ラットル）
- ピカチュウたんけんたい（パラセクト）
- 名探偵コナン 世紀末の魔術師（工藤新一、怪盗キッド）

2000年
- エスカフローネ（シェスタ）
- 名探偵コナン 瞳の中の暗殺者（工藤新一）
- ONE PIECE（ウソップ）

2001年
- 犬夜叉 時代を越える想い（犬夜叉）
- ドラえもん のび太と翼の勇者たち（トビオ）
- BLUE REMAINS（ミレオ）
- 名探偵コナン 天国へのカウントダウン（工藤新一）
- ONE PIECE ねじまき島の冒険（ウソップ）
- ジャンゴのダンスカーニバル（ウソップ）

2002年
- 犬夜叉 鏡の中の夢幻城（犬夜叉）
- パルムの樹（ロアルト）
- ピカピカ星空キャンプ（バルビート）
- ぼのぼの クモモの木のこと（アライグマくん）
- 名探偵コナン ベイカー街の亡霊（工藤新一）
- ONE PIECE 珍獣島のチョッパー王国（ウソップ）
- ONE PIECE 夢のサッカー王!（ウソップ）

2003年
- 犬夜叉 天下覇道の剣（犬夜叉）
- 名探偵コナン 迷宮の十字路（工藤新一）
- ONE PIECE THE MOVIE デッドエンドの冒険（ウソップ）

2004年
- 犬夜叉 紅蓮の蓬莱島（犬夜叉）
- DEAD LEAVES（RETRO〈レトロ〉）
- Pa-Pa-Pa ザ★ムービー パーマン タコDEポン!アシHAポン!（男A）
- 名探偵コナン 銀翼の奇術師（工藤新一、怪盗キッド）
- ONE PIECE 呪われた聖剣（ウソップ）

2005年
- あした元気にな〜れ! 半分のさつまいも（島本達吉）
- NAGASAKI 1945 アンゼラスの鐘
- 名探偵コナン 水平線上の陰謀（工藤新一）
- ONE PIECE THE MOVIE オマツリ男爵と秘密の島（ウソップ）

2006年
- 映画 ふたりはプリキュア Splash Star チクタク危機一髪!（フラッピ）
- 劇場版 どうぶつの森（フータ）
- 名探偵コナン 探偵たちの鎮魂歌（工藤新一、怪盗キッド）
- ONE PIECE THE MOVIE カラクリ城のメカ巨兵（ウソップ）

2007年
- ねずみ物語 〜ジョージとジェラルドの冒険〜（チェンバレン）
- 名探偵コナン 紺碧の棺（工藤新一）
- ONE PIECE エピソードオブアラバスタ 砂漠の王女と海賊たち（ウソップ）

2008年
- 名探偵コナン 戦慄の楽譜（工藤新一）
- ONE PIECE THE MOVIE エピソードオブチョッパー+冬に咲く、奇跡の桜（ウソップ）

2009年
- 宇宙戦艦ヤマト 復活篇（中西良平）
- 映画 プリキュアオールスターズDX みんなともだちっ☆奇跡の全員大集合!（フラッピ）
- 名探偵コナン 漆黒の追跡者（工藤新一）
- よなよなペンギン（ムルムル）
- ONE PIECE FILM STRONG WORLD（ウソップ）

2010年
- 映画 プリキュアオールスターズDX2 希望の光☆レインボージュエルを守れ!（フラッピ）
- おまえ うまそうだな（ハート）
- 劇場版 3D あたしンち 情熱のちょ〜超能力 母大暴走!（藤野）
- 10thアニバーサリー 劇場版 遊☆戯☆王 〜超融合!時空を越えた絆〜（大徳寺）
- 名探偵コナン 天空の難破船（工藤新一、怪盗キッド）

2011年
- 映画 プリキュアオールスターズDX3 未来にとどけ! 世界をつなぐ☆虹色の花（フラッピ）
- 名探偵コナン 沈黙の15分（工藤新一）
- ONE PIECE 3D 麦わらチェイス（ウソップ）

2012年
- アシュラ（小太郎）
- 劇場版 TIGER & BUNNY -The Beginning-（ロビン・バクスター）
- 名探偵コナン 11人目のストライカー（工藤新一）
- ONE PIECE FILM Z（ウソップ）

2013年
- AURA 〜魔竜院光牙最後の闘い〜（鈴木おさむ）
- はなかっぱ 花さけ!パッカ〜ん♪ 蝶の国の大冒険（がりぞー）
- 劇場版 HUNTER×HUNTER 緋色の幻影（フェイタン）
- 名探偵コナン 絶海の探偵（工藤新一）
- ルパン三世VS名探偵コナン THE MOVIE（怪盗キッド）

2014年
- 名探偵コナン 異次元の狙撃手（工藤新一）

2015年
- あなたをずっとあいしてる（バルド〈ティラノサウルス〉）
- バケモノの子（二郎丸〈青年期〉）
- 名探偵コナン 業火の向日葵（怪盗キッド、工藤新一）

2016年
- 名探偵コナン 純黒の悪夢（工藤新一）
- ONE PIECE FILM GOLD（ウソップ）

2017年
- 劇場版プリパラ み〜んなでかがやけ!キラリン☆スターライブ!（梅岡さん）
- 名探偵コナン から紅の恋歌（工藤新一）

2018年
- PEACE MAKER 鐵（永倉新八） - 2作品
- 劇場版 マジンガーZ / INFINITY（ムチャ）
- えんぎもん（ヘビ蔵）
- 名探偵コナン ゼロの執行人（工藤新一）

2019年
- 映画コラショの海底わくわく大冒険!
- 名探偵コナン 紺青の拳（怪盗キッド、工藤新一）
- ONE PIECE STAMPEDE（ウソップ）
- 漫画誕生（エノケン、劇中アニメ）

2021年
- 名探偵コナン 緋色の弾丸（工藤新一）
- 深海のサバイバル!（コン博士）

2022年
- 映画 オッドタクシー イン・ザ・ウッズ（柿花）
- 名探偵コナン ハロウィンの花嫁（工藤新一）
- ONE PIECE FILM RED（ウソップ）

2023年
- 名探偵コナン 黒鉄の魚影（工藤新一）

2024年
- 名探偵コナン 100万ドルの五稜星（工藤新一、怪盗キッド）
- 小さなジャムとゴブリンのオップ

2025年
- 名探偵コナン 隻眼の残像（工藤新一）
- 不思議の国でアリスと -Dive in Wonderland-（白ウサギ）

### OVA
1990年
- 1+2=パラダイス（山本優介）
- THE八犬伝（犬川荘助）
- しあわせのかたち（くりお、アクロボール、ジョバンニ）
- CBキャラ 永井豪ワールド（1990年 - 1991年、兜甲児）
- 新キャプテン翼（シェスター）
- NINETEEN 19（草野宏昭）
- 魔物ハンター妖子（修）
- 緑野原迷宮 〜Sparkling Phantom〜（時野彼方）
- リヨン伝説フレア2・禁断の惑星（イオ）
- ロードス島戦記（1990年 - 1991年、エト）
- らんま1/2 熱闘歌合戦（早乙女乱馬）

1991年
- 硬派銀次郎（山崎銀次郎）
- ここはグリーン・ウッド（小泉典馬）
- サムライダー（山口）
- スローステップ（秋葉習）
- 聖伝-リグ・ベェーダ-（龍王）
- 創竜伝（1991年 - 1993年、竜堂余）
- 超幕末少年世紀タカマル（福田クロード）
- 魍魎戦記MADARA（摩陀羅〈マダラ〉）

1992年
- 渇愛（渋谷克己）
- 機神兵団（隊長）
- KO世紀ビースト三獣士（ワン・ダバダ）
- 甲竜伝説ヴィルガスト（ボストフ）
- ジャイアントロボ THE ANIMATION -地球が静止する日（1992年 - 1998年、草間大作）
- 新・超幕末少年世紀タカマル（福田クロード）
- 世界の光 親鸞聖人（松若丸）
- 絶愛-1989-（渋谷克己）
- 東京BABYLON A SAVE FOR TOKYO CITY STORY（皇昴流）
- ドラゴンスレイヤー英雄伝説 王子の旅立ち（セリオス）
- 花平バズーカ（山田花平）
- らんま1/2 天道家のおよびでない奴ら!（早乙女乱馬）

1993年
- アルスラーン戦記 東の城、西の城（アルスラーン）
- アルスラーン戦記 汗血公路（アルスラーン）
- 銃夢（ユーゴ）
- KO世紀ビースト三獣士II（ワン・ダバダ）
- ザ・コクピット 鉄の竜騎兵（宇都宮一等兵）
- ぼくの地球を守って（笠間春彦）
- らんま1/2 シャンプー豹変! 反転宝珠の禍（早乙女乱馬）
- らんま1/2 天道家 すくらんぶるクリスマス（早乙女乱馬）

1994年
- おいら宇宙の探鉱夫（南部牛若）
- おさかなはあみの中 〜FISH IN THE TRAP〜（松井貴博）
- グラップラー刃牙（範馬刃牙）
- 疾風!アイアンリーガー 銀光の旗の下に（1994年 - 1995年、極十郎太）
- 熱砂の惑星 女公安官ケイト（ディック）
- 素足のGinRei Episode.1 盗まれた戦闘チャイナを捜せ大作戦!!（草間大作）
- プラスチックリトル（ニコル・ホーキング）
- らんま1/2 とっておきトーク ベスト・オブ・メモリーズ（早乙女乱馬）
- らんま1/2 あかねVSらんま お母さんの味は私が守る!（早乙女乱馬）
- らんま1/2 学園に吹く嵐! アダルトチェンジひな子先生（早乙女乱馬）
- らんま1/2 道を継ぐ者（早乙女乱馬）
- らんま1/2 SPECIAL よみがえる記憶（早乙女乱馬）

1995年
- アルスラーン戦記 征馬孤影（アルスラーン）
- 学校の幽霊
- 影技 -SHADOW SKILL-（ロウ）
- 鉄腕GinRei Episode.2&3 禁断の果実を奪還せよ 極楽大作戦!!（草間大作）
- らんま1/2 スペシャルビデオ バトルがいっぱい29人の懲りないやつら（早乙女乱馬）
- らんま1/2 SUPER ああ呪いの破恋洞! 我が愛は永遠に（早乙女乱馬）
- らんま1/2 SUPER 邪悪の鬼（早乙女乱馬）

1996年
- ウェディングピーチDX（雨野たくろう）
- ウルトラマン超闘士激伝（闘士アストラ、万丈アナ）
- 銀河英雄伝説（ハインリッヒ・ランベルツ）
- ご近所物語（山口ツトム）
- ぞくぞく村のオバケたち（ニンニン、バッサリ）
- ファイアーエムブレム 紋章の謎（ジュリアン）
- 宝魔ハンターライム（バース）
- らんま1/2 SUPER 二人のあかね「乱馬、私を見て!」（早乙女乱馬）

1997年
- 綾音ちゃんハイキック!（稲垣勝兵）
- 永久家族（サスケ、玉三郎）
- 鬼神童子ZENKI外伝〜黯鬼奇譚〜（前鬼〈童子〉）
- ジャングルDEいこう!（草薙琢磨）
- 天空のエスカフローネ（シェスタ）
- 勇者指令ダグオン 水晶の瞳の少年（宇津美雷 / サンダーライ）
- まじかるマホ（園児、青年）

1998年
- 聖少女艦隊バージンフリート（ディーゼルの貞）
- BADBOYS5（麻生拓也）

1999年
- 青山剛昌短編集2（桜三十郎）
- 学校が怖い（木田文美男〈不気田〉）
- グラビテーション（佐久間竜一）
- サクラ大戦 轟華絢爛（俵の千松）
- ちょっとまってて（高井豊）
- ツインビーPARADISE（ライト）
- ドクタースランプ んちゃ!アラレのおしおき!アイデア泥棒をやっつけちゃえ!（パテ丸）

2000年
- ピチューとピカチュウのふゆやすみ2001（デリバード）
- 名探偵コナン コナンVSキッドVSヤイバ 宝刀争奪大決戦!!（工藤新一、怪盗キッド）
- 霊能探偵ミコ 事件簿（カンクロ）

2001年
- ギターを持った少年 -キカイダーVSイナズマン-（風田サブロウ / イナズマン）
- Sheeep（ゴローちゃん）

2002年
- 名探偵コナン 16人の容疑者（工藤新一）

2003年
- ふたりエッチ 2nd Season（山田拓）

2004年
- ねとらん者 THE MOVIE（BBランナー）
- 名探偵コナン コナンとキッドとクリスタル・マザー（怪盗キッド）

2006年
- Angel's Feather（羽村翔）
- ガンパレード・マーチ コンプリート ドラマDVD（滝川陽平）
- FREEDOM（ビス）
- 名探偵コナン 消えたダイヤを追え! コナン・平次vsキッド!（怪盗キッド）

2008年
- 名探偵コナン 女子高生探偵 鈴木園子の事件簿（工藤新一）
- 名探偵コナン MAGIC FILE 工藤新一 謎の壁と黒ラブ事件（工藤新一）
- ONE PIECE ロマンス ドーン ストーリー（ウソップ）

2009年
- 名探偵コナン 10年後の異邦人（工藤新一）

2010年
- 犬夜叉 黒い鉄砕牙（犬夜叉）
- うる星やつら ザ☆障害物水泳大会（白井コースケ）
- 名探偵コナン KID in TRAP ISLAND（怪盗キッド）
- らんま1/2 悪夢! 春眠香（早乙女乱馬）

2011年
- かってに改蔵（とうりゃんせA、たかうじ）（第3話）
- コイ☆セント（メガネ、白いシカ）
- 名探偵コナン ロンドンからのマル秘指令（工藤新一）

2012年
- 名探偵コナン BONUS FILE ファンタジスタの花（工藤新一）

2014年
- 昭和元禄落語心中（アマケン）

2015年
- マギ シンドバッドの冒険（ブァレフォール） - 単行本6 - 7巻OVA付き特別版

2021年
- 魔法使いの嫁 西の少年と青嵐の騎士（オベロン） - 単行本16巻 - 18巻アニメーションDVD付き特装版

### Webアニメ
2006年
- さっちゃんのきもち（さち）

2008年
- いくぜっ! 源さん（田村源三）

2013年
- へ〜せいポリスメン!!（轟豪）

2017年
- 佐賀県を巡るアニメーション「おかえり 故郷の唐津」「ただいま 思い出の佐賀」（広井空、ガタスキーおじさん）

2018年
- スーパードラゴンボールヒーローズ プロモーションアニメ（2018年 - 2021年、フュー）
- 神酒ノ尊-ミキノミコト-（花の井）

2024年
- ブラックチャンネル（怪盗キッド）

2025年
- 恋するワンピース（いじめっ子②、いじめっ子③）

### ゲーム
1990年
- らんま1/2 シリーズ（1990年 - 1996年、早乙女乱馬） - 9作品

1992年
- 天外魔境II 卍MARU（カブキ団十郎）
- ロードス島戦記（エト） - PCエンジン版

1993年
- アネット再び（キルケ）
- 天外魔境 風雲カブキ伝（カブキ団十郎）
- 宝魔ハンターライム（バース）
- マジクール（ルーン）
- 幽☆遊☆白書（陣） - スーパーファミコン版
- 幽☆遊☆白書 闇勝負!!暗黒武術会（陣）

1994年
- 風の伝説ザナドゥ（アリオス）
- 機動武闘伝Gガンダム（サイ・サイシー）
- KO世紀ビースト三獣士 〜ガイア復活 完結編〜（ワン・ダバダ）
- ツインビー対戦ぱずるだま（ライト）
- 幽☆遊☆白書（陣）※3DO版
- 幽☆遊☆白書 特別篇（陣）
- 幽☆遊☆白書 魔強統一戦（陣）
- 幽☆遊☆白書2 格闘の章（陣）
- ロードス島戦記 英雄戦争（エト）

1995年
- 風の伝説ザナドゥII（アリオス）
- カブキ一刀涼談（カブキ団十郎）
- 餓狼伝説3（秦崇秀、秦崇雷）
- 空想科学世界ガリバーボーイ（ガリバー） - PCエンジン版 / セガサターン版
- ツインビーヤッホー! ふしぎの国で大あばれ!!（ライト）
- 天外魔境 真伝（カブキ団十郎）
- 天外魔境 電脳絡繰格闘伝（カブキ団十郎）
- ぼのぐらし
- リアルバウト餓狼伝説（秦崇秀、秦崇雷）
- 鬼神童子ZENKI 烈闘雷伝（封印解除前の前鬼） - スーパーファミコン版
- 鬼神童子ZENKI 電影雷舞（封印解除前の前鬼） - スーパーファミコン版

1996年
- 王国のグランシェフ
- クラッシュ・バンディクー（クラッシュ）
- デアラングリッサーFX（ヘイン）
- 新フォーチュン・クエスト 食卓の騎士たち（トラップ）
- LULU（ネモ）
- 鬼神童子ZENKI 天地鳴動（封印解除前の前鬼） - スーパーファミコン版

1997年
- グランディア（ラップ）
- サイバーボッツ（バオ）
- 天外魔境 第四の黙示録（エース）
- 忍ペンまん丸（タヌ太郎）
- ブレス オブ ファイアIII（リュウ 大人）
- REAL BOUT 餓狼伝説SPECIAL（秦崇秀、秦崇雷）

1998年
- 火星物語（エマーク）
- クラッシュ・バンディクー3 ブッとび!世界一周（クラッシュ、ニセクラッシュ）
- グランディア デジタルミュージアム（ラップ）
- サウザンドアームズ（マイス・トライアンフ）
- 超魔神英雄伝ワタル ANOTHER STEP（ヨメイリ・コウゾウ、たくろー）
- ツインビーRPG（ライト）
- ドラえもん2 のび太と光の神殿（ピュン）
- ピカチュウげんきでちゅう（ゴースト 他）
- プリンセスクエスト（ガトー）
- ポポローグ（クルト）
- リアルバウト 餓狼伝説スペシャル DOMINATED MIND（秦崇秀、秦崇雷）
- リアルバウト 餓狼伝説2 THE NEWCOMERS（秦崇秀、秦崇雷）

1999年
- SDガンダム GGENERATION（1999年 - 2025年、トビア・アロナクス、サイ・サイシー） - 12作品
- クラッシュ・バンディクー レーシング（クラッシュ、ニセクラッシュ）
- トランスフォーマー ビーストウォーズメタルス 激突!ガンガンバトル（ラットル）
- トランスフォーマー ビーストウォーズメタルス64（ラットル）
- バトル昆虫伝（宮城寅彦）
- フレンズ 〜青春の輝き〜（鞍掛不二男）
- ポケモンスナップ（トオル）

2000年
- クラッシュ・バンディクー カーニバル（クラッシュ、ニセクラッシュ）
- グラップラー刃牙 バキ最強列伝（範馬刃牙）
- 高機動幻想ガンパレード・マーチ（滝川陽平）
- スーパーロボット大戦α（タスク・シングウジ、草間大作）
- ブレス オブ ファイアIV うつろわざるもの（リュウ）
- 麻雀やろうぜ!2 （豊臣秀幸）
- 名探偵コナン 3人の名推理（工藤新一）

2001年
- Apocripha/0（ベリル）
- 犬夜叉（犬夜叉）
- 火焔聖母 〜The Virgin on Megiddo〜（奈村順平）
- クラッシュ・バンディクー4 さくれつ!魔神パワー（クラッシュ、水の魔神）
- From TV animation ONE PIECE グランドバトル!（ウソップ）
- From TV animation ONE PIECE とびだせ海賊団!（ウソップ、ニセウソップ）
- 松本零士999 〜Story of Galaxy Express 999〜（大山歳郎）

2002年
- 犬夜叉 戦国お伽合戦（犬夜叉）
- 神無ノ鳥（綿貫琉宇）
- GetBackers -奪還屋-〜奪われた無限城〜（天野銀次）
- ときめきメモリアル Girl's Side（日比谷渉）
- ブレス オブ ファイアV ドラゴンクォーター（リュウ）
- From TV animation ONE PIECE グランドバトル!2（ウソップ）
- From TV animation ONE PIECE トレジャーバトル!（ウソップ）
- 名探偵コナン 最高の相棒（工藤新一、ジャガー三原）
- RAVE 〜未完の秘石〜（アコード）

2003年
- 犬夜叉 〜奈落の罠! 迷いの森の招待状〜（犬夜叉）
- SUNRISE WORLD WAR Fromサンライズ英雄譚（サイ・サイシー、雷）
- 十二国記 -紅蓮の標 黄塵の路-（六太）
- 第2次スーパーロボット大戦α（トビア・アロナクス）
- ハリー・ポッター クィディッチ・ワールドカップ（ハリー・ポッター）
- From TV animation ONE PIECE オーシャンズドリーム!（ウソップ）
- ボボボーボ・ボーボボ ハジけ祭（首領パッチ、お茶づけ星人、N&Ns）
- My Merry Maybe（サブ）
- ルパン三世 海に消えた秘宝（アブリオ）
- ONE PIECE グランドバトル! 3（ウソップ）

2004年
- 犬夜叉 〜呪詛の仮面〜（犬夜叉）
- Inclusion〜水晶の振り子〜（鬼無往洋）
- Angel's Feather（羽村翔）
- クラッシュ・バンディクー 爆走!ニトロカート（クラッシュ、ニセクラッシュ）
- CROSS†CHANNEL 〜To all people〜（島友貴）
- 十二国記 -赫々たる王道 紅緑の羽化-（六太、慶国冬官長）
- スーパーロボット大戦MX（サイ・サイシー）
- 好きなものは好きだからしょうがない!!（らん）
- Cherryblossom 〜チェリーブロッサム〜（金田聡汰）
- テイルズ オブ リバース（ティトレイ・クロウ）
- 24時、君のハートは盗まれる 〜怪盗ジェイド〜（七瀬レン）
- ハリー・ポッターとアズカバンの囚人（ハリー・ポッター）
- Virgin Snow 雪降る丘であなたと（今関健太）
- ぷらすぷらむ2（テオ）
- 星の王女3 〜天・地・人の創世記〜（タケミカツチ）
- 我が竜を見よ（ナムピョン）
- ONE PIECE ランドランド!（ウソップ）

2005年
- 犬夜叉 奥義乱舞（犬夜叉）
- Angel's Feather -黒の残影-（羽村翔）
- Angel's Feather -琥珀の瞳-（羽村翔）
- 新世紀勇者大戦
- ネオジオバトルコロシアム（秦崇秀、秦崇雷）
- Fighting For ONE PIECE（ウソップ）
- 夜刀姫斬鬼行（鶴城弥勒）
- 幽☆遊☆白書FOREVER（陣）
- My Merry May with be（サブ）
- ONE PIECE グラバト! RUSH（ウソップ）
- ONE PIECE パイレーツカーニバル（ウソップ）

2006年
- AVキング ADULT VIDEO KING（川村隆一）
- ガンパレード・オーケストラ（滝川陽平）
- 君と恋して結ばれて（桜庭航太）
- シールオンラインTCG（カシオレア）
- donor［ドナー］（佐倉祐司）
- ネオ アンジェリーク（ルネ）
- バトルスタジアム D.O.N（ウソップ）
- 遊☆戯☆王デュエルモンスターズGX タッグフォース（大徳寺 / アムナエル）
- 龍が如く2

2007年
- Aster（桜庭航太）
- アルトネリコ2 世界に響く少女たちの創造詩（バッツ・トゥルーリーワース）
- THE BATTLE OF 幽☆遊☆白書 〜死闘!暗黒武術会〜 120%（陣）
- スーパーロボット大戦OG ORIGINAL GENERATIONS（タスク・シングウジ）
- スーパーロボット大戦OG外伝（タスク・シングウジ）
- デストロイ オール ヒューマンズ!（クリプト137）
- メイド★はじめました〜ご主人様のお世話いたします〜（赤木律）
- ONE PIECE アンリミテッドアドベンチャー（ウソップ）
- ONE PIECE ギアスピリット（ウソップ）

2008年
- L the proLogue to DEATH NOTE -螺旋の罠-（L）
- ゲットアンプド2（ジャッキー・のぼる、ケン坊、ホーミング、格闘家男）
- スーパーロボット大戦A PORTABLE（サイ・サイシー）
- D.C.II P.S. 〜ダ・カーポII〜 プラスシチュエーション（板橋渉）
- ネオ アンジェリーク フルボイス（ルネ）
- ネオ アンジェリーク Special（ルネ）
- ペルソナ4（クマ）
- 遊☆戯☆王デュエルモンスターズGX タッグフォース3（大徳寺 / アムナエル）
- ONE PIECE アンリミテッドクルーズ エピソード1 -波に揺れる秘法-（ウソップ）
- ONE PIECE ワンピーベリーマッチ（ウソップ）

2009年
- マグナカルタ2（イグトン）
- 真剣で私に恋しなさい!!（福本育郎）
- ONE PIECE アンリミテッドクルーズ エピソード2 -目覚める勇者-（ウソップ）

2010年
- Another Century's Episode:R（トビア・アロナクス）
- 失われた未来を求めて（長船・Kenny・英太郎）
- 機動戦士ガンダム エクストリームバーサス（2010年 - 2016年、サイ・サイシー、トビア・アロナクス） - 4作品
- 二ノ国 漆黒の魔導士（マーク）
- TAKUYO Mix Box 〜ファーストアニバーサリー〜（金田聡汰）
- ダンガンロンパ 希望の学園と絶望の高校生（山田一二三）
- 天の光は恋の星（シュナイダー）
- 遊☆戯☆王ゼアル デュエルターミナル（大徳寺 / アムナエル）
- ONE PIECE ギガントバトル!（ウソップ）

2011年
- 水月 弐（波多野景一）
- Starry☆Sky 〜After Summer〜（暁藍）
- テイルズ オブ ザ ワールド レディアント マイソロジー3（ティトレイ・クロウ、ヒーローボイス）
- ドラゴンボールヒーローズ（2011年 - 2018年、魔人族アバター〈ヒーロータイプ〉、フュー） - 5作品
- ONE PIECE ギガントバトル! 2 新世界（ウソップ）

2012年
- 第2次スーパーロボット大戦OG（タスク・シングウジ）
- テイルズ オブ ザ ヒーローズ ツインブレイヴ（ティトレイ・クロウ）
- ペルソナ4 ザ・ゴールデン（クマ）
- ペルソナ4 ジ・アルティメット イン マヨナカアリーナ（クマ、クマ総統）
- 真剣で私に恋しなさい!S（福本育郎）
- 真剣で私に恋しなさい!!R（福本育郎）
- ワンピース 海賊無双（2012年 - 2020年、ウソップ / そげキング、ミノタウロス） - 4作品
- ワンピース ROMANCE DAWN 冒険の夜明け（ウソップ）

2013年
- ジョジョの奇妙な冒険 オールスターバトル（矢安宮重清） - DLC追加キャラクター
- スーパーロボット大戦OG INFINITE BATTLE（タスク・シングウジ）
- ダンガンロンパ1・2 Reload（山田一二三）
- ドットカレシ-We're 8bit Lovers!- II 〜てんくうのキス〜（けものつかい）
- ペルソナ4 ジ・アルティマックス ウルトラスープレックスホールド（クマ、クマ総統）
- 名探偵コナン マリオネット交響曲（工藤新一、怪盗キッド）
- ONE PIECE アンリミテッドワールド レッド（ウソップ）

2014年
- グランブルーファンタジー（2014年 - 2025年、ウェルダー、天晴亭楽笑、工藤新一、ウソップ、フェイタン）
- スーパー戦隊バトル ダイスオーEX（チケット、トッキュウジャー各種アナウンス&アイテム音声、実況アナウンス）
- スカイ・ロア（熱き思いをぶつける青年）

- ペルソナQ シャドウ オブ ザ ラビリンス（クマ）
- 名探偵コナン ファントム狂詩曲（工藤新一、怪盗キッド）
- モット! ソニコミ（パンダ川）
- ONE PIECE 超グランドバトル! X（ウソップ）
- ONE PIECE トレジャークルーズ（ウソップ）
- ONE PIECE ワンピースキングス（ウソップ）
- チェインクロニクル 〜絆の新大陸〜（範馬刃牙）

2015年
- ガールフレンド（仮）（2015年 - 2022年、悪彦月、悪ラッパー、悪お兄さん）
- ジョジョの奇妙な冒険 アイズオブヘブン（矢安宮重清）
- 艶が〜る プレミアム（坂本龍馬）
- デュラララ!! Relay（赤林海月）
- ドラゴンボール ゼノバース（フュー）
- ペルソナ4 ダンシング・オールナイト（クマ）

2016年
- アイドルデスゲームTV（ドリパク）
- UPPERS（劉无常）
- シノビナイトメア（ザビエル）
- スーパーロボット大戦OG ムーン・デュエラーズ（タスク・シングウジ）
- 東京放課後サモナーズ（主人公、サロモンくん 他）
- ドラゴンボール ゼノバース2（フュー）
- 百花百狼 〜戦国忍法帖〜（豊臣秀吉）
- プラマイウォーズV（神宮哲）
- ブレス オブ ファイア6 白竜の守護者たち（リュウ）
- 妖怪ウォッチ ぷにぷに（2016年 - 2021年、早乙女乱馬、犬夜叉、怪盗キッド、工藤新一）

2017年
- 夢王国と眠れる100人の王子様（ヘルト）
- スーパーロボット大戦V（トビア・アロナクス）
- モンスターストライク（2017年 - 2025年、陣、フェイタン、早乙女乱馬、犬夜叉、怪盗キッド、ウソップ、工藤新一）
- クラッシュ・バンディクー ブッとび3段もり!（クラッシュ〈クラッシュ・バンディクー3 ブッとび!世界一周のタイトルコールのみ〉）
- 大逆転裁判2 -成歩堂龍ノ介の覺悟-（ベンジャミン・ドビンボー）
- ネオ アンジェリーク 天使の涙（ルネ）
- 龍が如く 極2

2018年
- スーパーロボット大戦X（トビア・アロナクス）
- フルメタル・パニック！ 戦うフー・デアーズ・ウィンズ（ドラゴンフライ）
- BLAZBLUE CROSS TAG BATTLE（クマ）
- ガンダムバーサス（トビア・アロナクス）
- 幽☆遊☆白書 100%本気バトル（陣）
- マチガイブレイカー（ラヴィ）
- ぷよぷよ!!クエスト（怪盗キッド、工藤新一、クマ）
- 機動戦士ガンダム エクストリームバーサス2（2018年 - 2025年、サイ・サイシー、トビア・アロナクス） - 4作品
- ペルソナQ2 ニュー シネマ ラビリンス（クマ）

2019年
- コロキュアル（桜井雄弥）
- スーパーロボット大戦T（トビア・アロナクス、サイ・サイシー）
- ワンダーグラビティ 〜ピノと重力使い〜（ラヴェル）
- スーパードラゴンボールヒーローズ ワールドミッション（フュー、魔人ヒーロータイプ）
- ブラウンダスト（ハンヤ）
- スーパーロボット大戦X-Ω（トビア・アロナクス）

2020年
- 痛いのは嫌なので防御力に極振りしたいと思います。〜らいんうぉーず!〜（シン）
- ファイナルファンタジーVII リメイク（レッドXIII）
- ジョジョのピタパタポップ（矢安宮重清）
- Ghost of Tsushima（たか）
- 共闘ことばRPG コトダマン（陣、クマ）
- ライブ・ア・ヒーロー!（プロキー、ヒサキ）
- テイルズ オブ ザ レイズ（ティトレイ）

2021年
- New ポケモンスナップ（トオル）
- スーパーロボット大戦30（蒼斧蛍汰）
- スーパーロボット大戦DD（2021年 - 2023年、蒼斧蛍汰）

2022年
- 刀剣乱舞無双（こんのすけ）
- SDガンダム バトルアライアンス（ハロ）
- ジョジョの奇妙な冒険 オールスターバトルR（矢安宮重清）
- パズル&ドラゴンズ（ウソップ）

2023年
- ONE PIECE ODYSSEY（ウソップ / そげキング）
- サクライグノラムス（ザビエル）

2024年
- 金色のガッシュベル!! 永遠の絆の仲間たち（ダニー）
- 呪術廻戦 戦華双乱（血塗）
- ファイナルファンタジーVII リバース（レッドXIII）
- フィグゼイト -地獄の英雄伝説- EXAレーベル（ヴィスタリオ）
- 機動戦士ガンダム アーセナルベース（2024年 - 2025年、トビア・アロナクス、サイ・サイシー）
- 箱庭開拓 ハムスターと太陽の里（れつ）

2025年
- DEATH NOTE Killer Within（L）

時期未発表
- キャッ党忍伝てやんでえ（ヤッ太郎）

### 吹き替え

#### 担当俳優
アンディ・リクター
- ペンギンズ FROM マダガスカル ザ・ムービー（モート）
- マダガスカルシリーズ（モート）
  - マダガスカル
  - マダガスカル2
  - マダガスカル3

ジェシー・アイゼンバーグ
- ビバリウム（トム）
- ブルー 初めての空へ（ブルー）
  - ブルー2 トロピカル・アドベンチャー

フランキー・ムニッズ
- エージェント・コーディ（コーディ・バンクス）
- エージェント・コーディ ミッション in LONDON（コーディ・バンクス）
- ビッグ・ライアー（ジェイソン・シェパード）

#### 映画
- あのころ僕らは（イアン〈トビー・マグワイア〉）
- アントマン&ワスプ:クアントマニア（ヴェブ[290]）
- 頭文字D THE MOVIE（立花樹）
- ガーフィールド2（ガーフィールド）
- 火山高（カタツムリ）
- 紀元前1万年（バク）※テレビ朝日版
- 西遊記2 〜妖怪の逆襲〜（比丘国国王[291]）
- サンドロット/僕らがいた夏（ベニー）※テレビ版
- ジャッキー・チェンの醒拳 ※日本テレビ版
- ジャンパー（グリフィン・オコナー〈ジェイミー・ベル〉）※テレビ朝日版
- SHRIEK 最低絶叫計画!?（マラッチ）
- チャーリーとチョコレート工場（マイク・ティービー〈ジョーダン・フライ〉[292]）※日本テレビ版
- ドクター・ドリトル2（クマのアーチー）※テレビ朝日版
- DRAGONBALL EVOLUTION（悟空〈ジャスティン・チャットウィン〉）
- マジック・ダイナソー（ジョシュア・ブラック〈ジョシュア・ジャクソン〉）
- ルーニー・テューンズシリーズ（バッグス・バニー）
  - スペース・ジャム
  - ルーニー・テューンズ:バック・イン・アクション
  - スペース・プレイヤーズ[293]

#### ドラマ
- 宇宙人ネッドのトークショー（アンディ・リクター）
- glee/グリー（ダコタ）
- サンドゥ、学校へ行こう!（チャ・サンドゥ〈RAIN（ピ）〉）
- スタートレック:ディープ・スペース・ナイン（ノーグ）
- SMASH（トム〈クリスチャン・ボール〉）
- フルハウス（ネルソン）
- ベイウォッチ シーズン1（エディ・クレイマー〈ビリー・ワーロック〉）
- ボーイ・ミーツ・ワールド シーズン3-7（コーリー・マシューズ）
- ミステリー・グースバンプス（コーリン）
- 愉快なシーバー家 シーズン5-7（ベン・シーバー）
- ONE PIECE（ウソップ〈ジェイコブ・ロメロ・ギブソン〉[294]）

#### アニメ
- ANISAVA（フレッド[295]）
- おさるのジョージ
- くもりときどきミートボール2 フード・アニマル誕生の秘密（イチゴちゃん）
- クロカドゥー!（ジャズ）
- ケチャップ（ピクルス）
- サウスパーク（カイル・ブロフロフスキー、クライド・ドノヴァン、クレイグ・タッカー、ジミー・ヴァルマー、ダギー 他）
- ディズニー 各作品（主にマックス）
  - グーフィー・ムービー ホリデーは最高!!
  - 史上最強のグーフィー・ムービー Xゲームで大パニック!
  - ハウス・オブ・マウス（マックス、フィドラー・ピッグ、ティモシー）
- 腰抜けヒーロー大冒険!!（セジウイック）
- トランスフォーマーシリーズ
  - ビーストウォーズ 超生命体トランスフォーマー（ラットル[296]）※『ビーストウォーズ 超生命体トランスフォーマー アゲイン』ではオープニングおよび予告でナレーションを担当[297]。
  - ビーストウォーズメタルス 超生命体トランスフォーマー（ラットル、チャック）
  - ビーストウォーズリターンズ 超生命体トランスフォーマー（ラットル）
  - トランスフォーマー アニメイテッド（ジェットファイアー）
  - トランスフォーマー アーススパーク（ナイトシェード[298]）
- ドンキーコング（クラップトラップ）
- バッドガイズ（マーマレード教授[299]）
- ピンクパンサー（ナレーション）
- ポペッツタウン（ブルーター）
- マイリトルポニー〜トモダチは魔法〜（スニップス）
  - マイリトルポニー: エクエストリア・ガールズ
  - マイリトルポニー・ガールズ: 虹の冒険
  - マイリトルポニー: エクエストリア・ガールズ - エバーフリーの伝説
- ミュータントタートルズ（ミケランジェロ[300]）
- 雄獅少年/ライオン少年（マオ[301]）
- ルーニー・テューンズ（バッグス・バニー）
  - トゥイーティーのフライング・アドベンチャー 80日間世界一周大冒険
  - ベビー・ルーニー・テューンズ（ベビー・バッグス）
  - ルーニー・テューンズ・ショー[302]
  - 新 ルーニー・テューンズ[303]
  - ルーニー・テューンズ・カートゥーンズ[304]
  - バッグス・バニー ビルダーズ[305]
  - タイニー・トゥーンズのハチャメチャ学園[306]

### デジタルコミック
- あかね噺（2022年、阿良川志ん太 / 桜咲徹[307]）
- 死ニガミ少女とスマホ神（2023年、カザマル[308]）
- ラブコメと怪獣退治の不文律（2023年、植原ショウ[309]）

### 特撮
1998年
- ゴジラアイランド（ドゴラの声）
- テツワン探偵ロボタック（1998年 - 1999年、トラボルトの声）
- テツワン探偵ロボタック&カブタック 不思議の国の大冒険（トラボルトの声）

1999年
- 燃えろ!!ロボコン（1999年 - 2000年、ロボパチの声、警備員〈第50話〉）
- 燃えろ!!ロボコンVSがんばれ!!ロボコン（ロボパチの声）

2003年
- 美少女戦士セーラームーン（アルテミスの声）

2004年
- 特捜戦隊デカレンジャー（サウザン星人ギネーカの声）

2010年
- 天装戦隊ゴセイジャー（マトロイド・ニュートラルのアインI〈コロ〉の声）

2013年
- 非公認戦隊アキバレンジャー シーズン痛（ブルーレイ係長の声、HvD編集長の声）

2014年
- 獣電戦隊キョウリュウジャーVSゴーバスターズ 恐竜大決戦! さらば永遠の友よ（トッキュウジャー各種アナウンス&アイテム音声）
- 烈車戦隊トッキュウジャー（2014年 - 2015年、チケットの声、トッキュウジャー各種アナウンス&アイテム音声）
- 平成ライダー対昭和ライダー 仮面ライダー大戦 feat.スーパー戦隊（チケットの声）
- 烈車戦隊トッキュウジャー THE MOVIE ギャラクシーラインSOS（チケットの声）

2015年
- 烈車戦隊トッキュウジャーVSキョウリュウジャー THE MOVIE（チケットの声）
- 行って帰ってきた烈車戦隊トッキュウジャー 夢の超トッキュウ7号（チケットの声）

2016年
- 手裏剣戦隊ニンニンジャーVSトッキュウジャー THE MOVIE 忍者・イン・ワンダーランド（チケットの声）
- 動物戦隊ジュウオウジャー（イルジオンの声）

2024年
- 爆上戦隊ブンブンジャー（チケットの声）

### ラジオ
※はインターネット配信。
- 山口勝平のおサルなレッスン
- アニメキングダム（1992年 - 1994年、東海ラジオ）
  - アニキンFREEDOM（1994年 - 1998年、東海ラジオ）
- かっぺー・れーこのぴゅあぴゅあ!あいらんど（1998年、文化放送）
- 広井王子のマルチ天丼（2000年 - 2003年、文化放送）
  - 広井王子のマル天チャチャチャ!（2003年 - 2005年、文化放送）
  - 広井王子のマル天ミックス!（2005年 - 2007年、文化放送）
- 山口少年探偵局（2001年 - 2002年、アスキー※）
  - がんばれ!山口少年探偵団（2002年 - 2005年、ハラショー※）
- 勝平&麻里奈のイジワル系ラジオ（2005年、ラジオ大阪・TBSラジオ）
- 勝平・金谷のディナーショー（2006年 - 2007年、音泉※）
- 樹元オリエwith山口勝平のランチタイム（2007年 - 2008年、BBQR※・超!A&G+※）
- 山口勝平のスマカン!（2013年 - 2014年、funラジオ※）
- マヨナカ影ラジオ ザ・ゴールデン（2014年、音泉※・HiBiKi Radio Station※）[316]
- 山口勝平の殿様ラジオでGO!（2015年 - 2016年、超!A&G+※）[317]
  - 山口勝平の殿様ラジオでGO!ダッシュ（2016年 - 2017年、超!A&G+※）
- 山口勝平・星守紗凪のかっぺい流!?ボイス道場!（2017年 - 2018年、HiBiKi Radio Station※）[318]
- 山口勝平・天野ユウのチョットええ噺（2018年 - 2020年、&CAST!!!※・超!A&G+※[注 7]）[319][320]
- 山口勝平の「しゅみじん。」ラジオ！（2020年、HiBiKi Radio Station※）
- 山口勝平のモンキーラジオ（2021年10月 - 、栃木放送、RCCラジオ、山梨放送、BSN新潟放送、青森放送〈2024年4月1日ネット開始〉）[321]
- 山口勝平のBUZZ!BUZZ!!BUZZ!!!（2023年4月 - 、音泉※）

### CD

#### ドラマCD・イメージアルバム
- ああっ女神さまっイメージアルバム（森里螢一）
- アイシールド21 Run to Win（雷門太郎）
- 蒼のマハラジャ（シルバ）
- あくまでラブコメ（毛受十兵衛）
- 悪魔人形（小林少年）
- 悪霊狩り〜ゴースト・ハントシリーズ（ジョン・ブラウン）
  - 悪霊狩り〜ゴースト・ハント CDシネマ1 ヲリキリさまの鬼火
  - 悪霊狩り〜ゴースト・ハント CDシネマ2 ウラドは其処に居る
  - 悪霊狩り〜ゴースト・ハント CDシネマ3 えびす異神論
  - 悪霊狩り〜ゴースト・ハント CDシネマ4 悪夢の棲む家
- あのこに1000%シリーズ（杜崎郁弥）
  - あのこに1000%
  - あのこに1000%FINAL
- Apocripha/0 シリーズ（ベリル）
- あらしのよるに（タプ）
- アルスラーン戦記シリーズ（アルスラーン）
  - アルスラーン戦記【第2部】1 仮面兵団
  - アルスラーン戦記【第2部】2 旌旗流転
  - アルスラーン戦記【第2部】3 妖雲群行
- 異界繁盛記 ひよこや商店 シリーズ（サイカ）
- 犬夜叉（犬夜叉）
  - キャラクターソングシングル ：蒼き野生を抱いて / 犬夜叉feat.かごめ（雪野五月）
  - 聴くドラマCD〜死を呼ぶ温泉しりとり〜（少年サンデー特製CD・応募者全員サービス）
  - 聴くドラマCD2〜竹取の翁は凶暴じゃった〜（〃）
  - ドラマアルバム「犬夜叉 地獄で待ってた七人隊!」
  - ドラマアルバム2「犬夜叉 嵐と祭りの宝来島!」
  - ドラマアルバムスペシャル 「犬夜叉 紅と白の歌合戦!」 犬夜叉版・殺生丸版
  - 犬夜叉第559話 あさって（ワイド版全巻予約特典）
- インフェリウス惑星戦史外伝 CONDITION GREEN（オスカー・クラウド）
- Weiß kreuz Gluhen Dramatic Soundtracks 1（セナ）
- うえきの法則（宗屋ヒデヨシ）
  - うえきの法則ソングコレクション THE LAW OF SONG COLLECTION
- Lの季節（川鍋宗治）
- 『おかあさんといっしょ』 ぐ〜チョコランタン（おかあさんといっしょ内）（ジャコビ）
- かかってきなさい!（山折理科己）
- 学園特警デュカリオン（東国丸健多朗）
- 風の伝説ザナドゥ シリーズ（アリオス・アレクトル）（ファルコムスペシャルBOXも合わせて参照のこと）
  - 風の伝説ザナドゥII ヒロイン達の誕生日
  - TARAKOぱっぱらパラダイス
- カレン坂高校 可憐放送部（七尾愁也）
- 究極パロディウス（アイツ）
- 禁断★放課後の恋人 〜始まりのチャイム〜（姫川悠）
- 空想科学世界ガリバーボーイ 番外編 銀の謝肉祭
- グラビテーション シリーズ（佐久間竜一）
- ゲーマーズヘブン!（鈴木カイト）
- 源内妖変図譜〜雷電霹靂の夜〜（中川淳庵）
- 高機動幻想ガンパレード・マーチ シリーズ（滝川陽平）
  - 夢散幻想ガンパレード・マーチ 夢散幻想 1 - 4
  - 夢散幻想ガンパレード・マーチ 少女幻想
  - 夢散幻想ガンパレード・マーチ 英雄幻想 1 - 3
  - みんなのがんぱれーど・まーち 1、2
- コードネームはCharmer（野中裕二）
- 極道くん漫遊記シリーズ（ゴクドー）
  - 極道くん漫遊記外伝2 CDシネマ1 財宝ダョ!全員集合!!
  - 極道くん漫遊記外伝2 CDシネマ2 地下迷宮で笑ってる場合ですよ…?
  - 極道くん漫遊記外伝2 CDシネマ3〜アトランダムまるごとハウ・マッチ?!
  - 極道くん漫遊記外伝2スペシャル 極道ナイトライブ
- GOD SAVE THE すげこまくん!（すげこま）
- サウンド・オブ・サイレンス（『サウンド・オブ・サイレンス』と『いとしのセシリア』の日本語カバーを歌唱）
- サクラ大戦 幸福の王子〜春風の恋歌〜（小林）
- CDシアター ドラゴンクエスト シリーズ
  - CDシアター ドラゴンクエストII（アレン）
  - CDシアター ドラゴンクエストV（ヘンリー）
- 聖獣伝承ダークエンジェル（濁）
- 十二国記 シリーズ（六太）
  - 東の海神 西の滄海
  - 夢三章
- 世紀末プライムミニスター 1 - 3（蒔田涼一）
- 仙界伝封神演義・外伝（土行孫）
- せんせいのお時間シリーズ（末武健太）
- 総務部総務課山口六平太（山口六平太）
- D.C.II S.S. 〜ダ・カーポII セカンドシーズン〜「聖夜のミスコン大作戦!」（板橋渉）
- 超幕末少年世紀タカマル シリーズ（福田クロード）
  - 超幕末少年世紀タカマル ちゃんぽん王国国立ちゃんぽん学園大学芸会! 国をあげての大騒ぎ!でござる
  - 新・超幕末少年世紀タカマルCD劇場 〜女れいだぁすケイティ殿 ちゃんぽん王国で宝さがしでござるの巻〜
  - 新・超幕末少年世紀タカマルCD劇場 めもりあるボックス 〜我ら熱風少年〜
- 停電少女と羽蟲のオーケストラ 第三楽章：命（橙馬）
- Devil May Cry Vol.2（ピーターパン）
- 天外魔境 シリーズ（カブキ団十郎）
  - CDドラマ 天外魔境(1) 風雲カブキ伝 アメリケン異聞 凱旋公開!カブキ伝顛末記（劇中歌も担当）
  - CDドラマ 天外魔境(2) 風雲カブキ伝 アメリケン異聞 大陸横断鉄道騒動記
  - ドラマCD 天外飯店
- 電脳少女歌劇団（濁）
- 電脳戦機バーチャロン COUNTERPOINT 009A（黒輝大地）
- 東京放課後サモナーズ（犬塚信乃モリタカ[322]）
- ときめきメモリアル Girl's Side シリーズ（日比谷渉）
  - プロローグ〜ファースト・ラブ
  - Clovers' Graffiti 2 日比谷渉
  - chapter2 Another Season 〜Summer〜
  - イメージソングコレクション 〜Be Mine〜
  - 〜思い出の絵本（全員版）〜
- 20面相におねがい!! シリーズ（伊集院玲）
  - SHINING STAR
  - 恋ほど素敵なミュージカルはない
- 人形草紙あやつり左近 シリーズ（右近）
  - 人形草紙あやつり左近 -屋根裏部屋の悪夢-
  - 人形草紙あやつり左近 -あだしが原心中鴉地獄-
- ネオ アンジェリーク シリーズ（ルネ）
  - ネオ アンジェリーク〜Silent Doll〜
  - ネオ アンジェリーク〜My First Lady〜
  - ネオ アンジェリーク〜Romantic Gift〜
  - ネオ アンジェリーク〜たそがれの騎士〜
  - ネオ アンジェリーク〜あかつきの天使〜
  - ネオ アンジェリーク〜sincerely〜
  - ネオ アンジェリーク Special 軌跡 〜the brilliant days
  - ネオ アンジェリーク Special 〜silver tone〜
  - ネオ アンジェリーク Abyss CHARACTER SONGS SCENE 04 ルネ・マティアス
  - ネオ アンジェリーク Abyss バラエティーCD vol.1 アルカディア パラダイス
  - ネオ アンジェリーク Abyss バラエティーCD Vol.2 アルカディア パラダイス2
- 猫でごめん!（瀬川稔）
- のぞみウィッチィズ（司馬遼太郎）
- 覇界王 〜ガオガイガー対ベターマン〜 side：ベターマン「number.EX 求-PROPOSE-」（2019年、蒼斧蛍汰[323]）
- BEAST of EAST 〜異聞・東方眩暈録〜（鬼王丸）
- PEACE MAKER鐵 シリーズ（永倉新八）
- Vジャンプラネット 史上最大の歌合戦（プリンス広井）
- フォーチュン・クエスト シリーズ（トラップ）
- ふたりはプリキュア Splash Star（フラッピ）
  - ふたりはプリキュア Splash Star ボーカルベスト!!
- ふしぎ遊戯（井宿）
- ブレス オブ ファイアIII（リュウ）
- 放課後のトム・ソーヤー（雪野ヒロオ）
- 蓬萊学園（朝比奈純一）
- 星の旋風(あらし)・銀縺歌（刀谷悟）
- 本気(マジ)になっちゃうぜ!? 山口勝平
- 摩陀羅・転生編（マダラ）
- 真夏の恋人（秋葉紅葉）
- 真冬の流れ星（WITH YOUとして）
- Mr.FULLSWING（子津忠之介）
- 勇者指令ダグオンシリーズ（宇津美雷）
  - 〜スペシャルドラマ3〜「山海高校ミステリーツアー〜湯けむり美少女失踪事件」
  - CDシネマ2 〜夏のツー・ショット〜
  - CDシネマ3 〜それぞれの秋〜
  - CDシネマ4 〜冬、来たりなば…〜
  - スペシャルドラマ 〜いいやつ〜
  - スペシャルドラマ2 〜悪いやつ〜
- ラブセレブ2（白金公樹）
- サウンドシアタードラマCD リボンの騎士（サファイア）
- レイン 雨の日に生まれた戦士（レニ〈レルバイニ・リヒテル・ムーア〉）
- ロックマン危機一髪（ロボ1）※復刻版
- ONE PIECEシリーズ（ウソップ）
  - ONE PIECE チョッパーマン テーマソング（Dr.ウソダバダ）
  - ONE PIECE 映像音楽完全盤
- 山口勝平 CDミニアルバム メンタイコごはん（徳間ジャパン 2017.8）
- ディア♥ヴォーカリスト（パンダ社長[324]）

#### コミックCD
- まもって守護月天! I LOVE YOUが言いたくて（野村たかし・初代）
  - まもって守護月天! 魔法のランプにおねがい
- レヴァリアース（シオン）
- Good Morning ティーチャー（東進太郎）

#### ラジオドラマCD
- 親友〜Dear Friends〜 シリーズ（史彦）
  - 親友〜Dear Friends〜
  - 親友〜Dear Friends〜 The Child Day
  - 親友〜Dear Friends〜 蝉時雨
  - 親友〜Dear Friends〜 紅の幻影
  - 親友〜Dear Friends〜 枯葉の輪舞
- ツインビーPARADISE（ライト）
- 錻力(ぶりき)のマリ・アンペール（スズ）

#### BLCD
- WEST END2（ユウリ）
- N大附属病院 シリーズ（一ノ瀬恭介）
  - N大附属病院〜夢の後ろ姿〜
  - N大付属病院II
- Angel's Feather シリーズ（羽村翔）
- 桜沢学園生物部 シリーズ
  - 幸せになろうね（中山類）
  - SWEET SUMMER SUPPLIES（中山類）
- 鬼の風水シリーズ（蝶丸）
  - 透子-TOUKO-
  - 鬼啖-KITAN-
- 金さえあれば!（桜庭戒）
- 神様の腕の中（シオ）
- 神無ノ鳥 シリーズ（綿貫琉宇）
  - 神無ノ鳥 ビジュアルファンブック特典CD
  - 神無ノ鳥 オフィシャル通販特典CD
  - 神無ノ鳥 アニメイト特典CD
  - 神無ノ鳥 オリジナルサウンドトラック
- 境界線 シリーズ（東城良平）
  - 大人と子供の境界線
  - 好きと嫌いの境界線
  - 日常と特別の境界線
- 恋からシリーズ（沢木嘉瑞）
  - 恋のからさわぎ
  - 恋の胸さわぎ
  - 恋の大さわぎ
  - 恋の夢さわぎ
  - 恋の雪さわぎ
- 極・愛（難波一騎）
- 座布団 シリーズ（森野要／山九亭感謝）
  - 座布団
  - 花扇〜座布団2 初助編〜
  - 子別れ〜座布団3 寒也編〜
- GP学園生徒会執行部シリーズ（五十嵐大）
- ジェラールとジャック（ミッシェル）
- 小児科 シリーズ（葉山虹太）
  - 小児科病棟へいらっしゃい
  - 小児科病棟のキケンな夜
- 仁義VS堅気2（司城和音）
- 好きなものは好きだからしょうがない!! シリーズ（らん）
  - 好きなものは好きだからしょうがない!! -FIRST LIMIT TRUTH2-
  - 好きなものは好きだからしょうがない!! -TARGET NIGHTS TRUTH-
  - 好きなものは好きだからしょうがない!! -NEVER LAND-
  - SONG ALBUM 好きなものは好きだからしょうがない!! -HEAVENLY BREATH-
  - 好きなものは好きだからしょうがない!! -RAIN・TRUTH-
  - 好きなものは好きだからしょうがない!! -NEVER LAND 2 ハッピーアワー-
  - 好きなものは好きだからしょうがない!! -LOVE STORIES-
  - 好きなものは好きだからしょうがない!! +White Flower+TRUTH【fall】
  - 好きなものは好きだからしょうがない!! -ミッション・チョイス-
- スキャンダル シリーズ（火崎珊瑚）
  - 学園祭はスキャンダル
  - 聖なる夜のスキャンダル
- 世紀末☆ダーリン シリーズ（十条実）
  - 世紀末☆ダーリン 二人の幸せ温泉編
  - 世紀末☆ダーリン トドタケ北海道編
- 世界中の誰よりきっと（沢野良彦）
- ピンキー☆ウルフ 〜桃色狼〜（水谷桃太）
- タブー（小川卓人）
- 月と茉莉花〜五絃の琵琶の章〜（沙舟）
- テディ・ボーイシリーズ（朝香直矢）
  - いとしのテディ・ボーイ
  - いとしのテディ・ボーイ2 -ハッピーエンドな恋をしよう-
- Don't Worry Mama（今蔵隆）
- 眠れる森の王子様（根本晃司）
- パラダイスへおいでよ!（鈴木直）
- BL裏話 Vol.2
- B-dashでイこうよ!!（朝霧祭）
- ビッグガンを持つ男 シリーズ（風祭智）
  - ビッグガンを持つ男〜朝な夕なに乱されて〜
  - ビッグガンを持つ男〜薔薇の鎖で縛めて〜
- 富士見二丁目交響楽団 シリーズ（八十川空也〈ソラくん〉）
  - 野生のアマデウス
  - ファンキー・モンキー・ギャングS
  - 富士急ハイランド へみんなで行こう!
- プライム・タイム（ユーリ）
- 真綿の王国（麦太・うさ麦太）
- 無敵 シリーズ（水沢渉）
  - 無敵なぼくら
  - 狼だって怖くない〜無敵なぼくら2〜
  - 勝負はこれから! 〜無敵なぼくら3〜
  - 最強な奴ら〜無敵なぼくら4〜
  - あいつに夢中 -無敵なぼくらオリジナル番外編-
  - 新・無敵なぼくら
  - 無敵な夏休み -無敵なぼくらオリジナル番外編2-
- 胸さわぎシリーズ（松本慎平）
- 館シリーズ（ベルゼブル）
  - 1 ―光の書―
  - 2 ―影の書―
- 優しいけれど シリーズ（木場駆）
  - 優しいけれど意地悪で 〜Sweet but Nasty…〜
  - 強引だけど優しくて 〜Fored but Sweet…〜
  - 優しいだけじゃ足りなくて 〜Not hull only in the Sweetness…〜
- 竜の遺言（天藍）
- ワイルド・ロック（Wild Rock）（ユニ〈少年時代〉）

### テレビドラマ
- 天才てれびくんMAX 天てれドラマ『夢見るビリー』（ビリー）
- 本家のヨメ（酒屋 第8話に登場）
- アオイホノオ（大山昇太の声 第10話に登場）
- ボイスII 110緊急指令室 第7話（2021年9月4日、日本テレビ） - ホテルのフロント工藤 役
- SUPER RICH 第7話・最終話（2021年11月25日・12月23日、フジテレビ） - 野田英次郎 役

### テレビ番組
- おかあさんといっしょ
  - ぐ〜チョコランタン（ジャコビ）
  - モノランモノラン（プゥート、風神のおじいさん）
- ワンワンパッコロ!キャラともワールド（ジャコビ、がりぞー）
- ケーキーズお菓子抗争（千鶴男 / レアッチ）
- 聖PCハイスクール（ゲスト出演）
- 年忘れ番宣部長SP〜 今宵、私は宴会部長2009（AT-X） - 2009年12月20日、ゲスト
- 番宣部長（AT-X） - フィラー番組、2010年1月度MC
- BSティーンズ倶楽部（ゲスト出演）
- 中井精也のてつたび（セイヤくん）
- 日本語探Qバラエティ クイズ!それマジ!?ニッポン - 2014年8月17日、ウソップ役として
- 春のEテレアニメニュース 「境界のRINNE」&「ベイビーステップ2」 - 2015年3月22日、ナレーター
- 映画「名探偵コナン 業火の向日葵」公開記念榮倉奈々が解く怪盗キッドからの挑戦状! - 2015年5月2日、怪盗キッド役として
- club RAINBOW〜虹色デイズ〜（ナレーター）
  - 虹色デイズ 放課後SP! - 2016年4月6日、ナレーター
- Eテレ春アニメスペシャル「境界のRINNE」&「山賊の娘ローニャ」（放送前） - 2016年3月30日、語り
- ジャパコンProject ギルドフレンズ〜飯田里穂の!世界へ?本気です!〜（2018年4月20日 - 、BSフジ） - ナレーション[325]
- しゅみじん。（2020年4月 - 、BS日テレ） - レギュラーMC

### 舞台
- 劇団21世紀FOX上演作品全般に出演。
  - 1985年
    - 第3回 碧い彗星の一夜（FOX初出演の作品、珍獣ボラボラ役）
    - 第4回 月夜とオルガン

  - 1986年
    - 第7回 霧の中の少女
    - 第8回 碧い彗星の一夜（再演）

  - 1987年
    - 第9回 BUDORI眠れぬ月の夜
    - 第10回 日曜日ナビはオルガンを弾いた
    - 第11回 BUDORI眠れぬ月の夜（再演）

  - 1988年
    - 第12回 踊子THE DANSER MURDER CASE（初主役の作品）

  - 1989年
    - 第15回 FAIRY TALE フェアリー・テール
    - 第16回 SUK0SHI FUSHIGI もの語り
    - 第17回 日曜日ナビはオルガンを弾いた（改訂版）

  - 1990
    - 第18回 PICTURE BOOKS
    - 第19回 アリス・イン・ワンダーランド（白の騎士）

  - 1991年
    - 第20回 新・碧い彗星の一夜
    - 第21回 PICTURE BOOKS（再演）
    - 第22回 踊子THE DANSER MURDER CASE（再演）

  - 1992年
    - 第23回 日曜日ナビはオルガンを弾いた（改訂版再演）（当時、本番で急遽代役を務めた）
    - 第24回 アリス・イン・ワンダーランド（再演）
    - 第25回 インシデンタルギフト

  - 1993年
    - 第26回 作家とその弟子
    - 第27回 私の青空 MY BLUE HEAVEN
    - 第28回 ギヤマンの仮面 第一編 俳優の仕事

  - 1994年
    - 第29回 SUK0SHI FUSHIGI もの語り・〜あたらしき緑の日々〜
    - 第30回 ギヤマンの仮面 第二篇"月下の嵐" 完結篇"宿命の対決"
    - 第31回 想稿・銀河鉄道の夜（ジョバンニ役）

  - 1995年
    - 第32回 デザートはあなたとー情熱の砂漠・連続殺人事件ー
    - 第33回 スチャラカパイのギッチョンチョン（南武賢太郎〈エナケン〉役）
    - 第35回 スタートリックー星の魔法ー

  - 1996年
    - 第36回 独立サッカリン部隊（エナケンシリーズ第2弾）（南武賢太郎〈エナケン〉役）
    - 第37回 ムラサキ先生の多忙な愛情

  - 1997年
    - 第38回 十一人の少年1997〜それからの物語〜
    - 第39回 北北東に進路を取れ（エナケンシリーズ第3弾）（南武賢太郎〈エナケン〉役）
    - 第40回 踊子THE DANCE AT DEATH

  - 1998年
    - 第41回 冒険！！ロビンソン・クルウ島（エナケンシリーズ第4弾）（南武賢太郎〈エナケン〉役）
    - 第42回 BUDORI 眠れぬ夏の月
    - 第43回 ここより永遠に 最後の闘い 完結篇（エナケンシリーズ第5弾）（南武賢太郎〈エナケン〉役）
    - 第44回 トンデモ・ボカン

  - 2000年
    - 第45回 シグナルとブランコ
    - 番外公演 忍野タケルプロデュース濡れたプールサイド
    - 第46回 改訂版 日曜日ナビはオルガンを弾いた

  - 2001年
    - 第47回 2001-
    - 第49回 F・f・－エフ－

  - 2002年
    - 第50回 アリス・イン・ワンダーランド〜Grade Up Version ! ぴーちくぱーちくかしましい〜（チェシャーキャット役）
    - 第51回 月夜とオルガン（マメダホシオ役）

  - 2003年
    - 第52回 音楽劇「碧い彗星の一夜」ファンタジィバージョン（フロシキン役）
    - 第53回 風博士ーKAZE HAKASEー（キロク役）

  - 2004年
    - 第55回 紫煙倶楽部の（完全）犯罪（榎木健一郎役）

  - 2008年
    - 第62回 音楽劇ステーションケンジ（バナナン大将役）

  - 2009年
    - 第63回 スチャラカパイのギッチョンチョン（南武賢太郎〈エナケン〉役）

  - 2010年
    - 第64回 独立サッカリン部隊（再演）（南武賢太郎〈エナケン〉役）
    - 第65回 南の島に星がふる（南武賢太郎〈エナケン〉役）

  - 2011年
    - 第66回 赤いリンゴに唇よせて（南武賢太郎〈エナケン〉役）

- さんにんの会（2002年、高木渉、関智一と立ち上げ）
  - 新選組
  - 新選組 〜再演〜
  - 孫悟空
- 劇団遊座
  - いとしの儚（青鬼）
- カプセル兵団
  - 鬼泪 KIRUI

- その他
  - 朗読劇「モレンジャーV」（安田一平）
  - VISUALIVE『ペルソナ4』（クマ）
  - VISUALIVE『ペルソナ4』the EVOLUTION（クマ）
  - 立て！マジンガーZ!!（2022年11月28日・11月30日・12月2日、こくみん共済 coop ホール／スペース・ゼロ） - 兜甲児 役（声の出演）[326]
  - 生きてるうちが華なのよ TAIAI（2023年11月15日 - 19日、シアターグリーン BIG TREE THEATER）[327]
  - ノサカラボ Reading Echoes『Fiend/Friend in 20faces』（2025年1月30日 - 2月2日、THEATER MILANO-Za / 2月6日 - 9日、COOL JAPAN PARK OSAKA WWホール） - 怪人二十面相 / 遠藤平吉 役（山寺宏一とWキャスト）[328]

### 朗読劇
- READING MUSEUM「後宮衛士隊」（2023年1月21日・22日、サンシャイン劇場） - 一号 役[329]
- READPIA リーディックシアター「トリカゴ」（2024年1月13日・14日、品川プリンスホテル クラブeX） - アデリー 役[330]
- グワィニャオン朗読的公演「奇譚 地獄たられば」（2025年5月16日・18日、萬劇場）[331]
- 告白 コンフェッション（2025年6月28日、I'M A SHOW） - 石倉 役[332][333]
- こえかぶ 朗読で楽しむ歌舞伎〜梅と松と桜〜篇（2025年8月11日〈予定〉、三越劇場）[334]

### パチンコ
- CRフィーバーキャプテンハーロック（トチロー）
- 賭博黙示録カイジ（兵藤和也）

### CM・PV
- DX雷鳴合体サンダーダグオン
- M&M's（レッド）
- WONDER AGENT（ダン）
- トヨタ・ファンカーゴ（桃太郎）
- METAL BUILD クロスボーン・ガンダムX-0 フルクロス PV（2021年、カーティス・ロスコ[335]）
- 映画『KAPPEI』（2022年、予告編・劇場マナーCMのナレーション[336][337]）
- トランスフォーマー/ビースト覚醒 日本語版予告（ラットル）

### 玩具
- 烈車戦隊トッキュウジャー 変身ブレス トッキュウチェンジャー（2014年2月15日）
- 烈車戦隊トッキュウジャー 回転銃剣 トッキュウブラスター（2014年2月15日）
- 烈車戦隊トッキュウジャー 合体発射砲 レンケツバズーカ（2014年3月8日）
- 烈車戦隊トッキュウジャー 変身スマホ アプリチェンジャー（2014年6月28日）
- 烈車戦隊トッキュウジャー 終電烈車砲 ダイカンテンキャノン（2014年9月13日）

### その他
- 大崎一番商店街のキャラクター大崎一番太郎のキャラクターボイスを担当（2013年6月 - ）
- 動画サークル「ちーむどらむすこ」製作のFlashムービー「さっちゃんのきもち」（さち）
- ベネッセコーポレーション 進研ゼミ小学講座
  - チャレンジ1ねんせいでかっこいい1ねんせいにへんしん!DVD（しょうがっこうさん）
  - チャレンジ1ねんせいでかっこいい1ねんせいにだいへんしんDVD（しょうがっこうさん）
  - チャレンジ4年生「未来発見BOOK」（ピロシ〈中田浩士〉）
- らじお育児戦争（衛宮士郎）同人ラジオ
- 東京ディズニーリゾート（マックス）
- サンリオピューロランド内「夢のタイムマシン」上映「ONE PIECE 3D 激走!トラップコースター」（ウソップ）
- マシュランボー コンプリートDVD特典音声ドラマ「コミック版マシュランボー 3Dスペシャルドラマ」（キングマトリクサー）
- オーディオブック 淡海乃海 水面が揺れる時〜三英傑に嫌われた不運な男、朽木基綱の逆襲〜（朗読）
- アストロロギアス☆山口勝平の朗読劇ナビ（ナビゲート）[338]
- 声優のホンネ シーズン2〈第1回：田中真弓×山口勝平〉（2021年10月22日、ファミリー劇場CLUB）[339][340]
- ヤンマーミュージアム内「わくわく！チャレンジシアター」（ナレーション）[341][342]

## ディスコグラフィ

### キャラクターソング
| 発売日   | 商品名                                | 歌                                                 | 楽曲                         | 備考                                               |
| 1990年   | 1990年                                | 1990年                                             | 1990年                       | 1990年                                             |
| -------- | ------------------------------------- | -------------------------------------------------- | ---------------------------- | -------------------------------------------------- |
| 4月21日  | 乱馬ダ☆RANMA                          | 乱馬的歌劇団御一行様                               | 「乱馬ダ☆RANMA」             | テレビアニメ『らんま1/2 熱闘編』エンディングテーマ |
| 4月21日  | らんま½ 熱闘歌合戦                    | 早乙女乱馬（山口勝平）                             | 「かわいくねえ、色気がねえ」 | テレビアニメ『らんま1/2 熱闘編』関連曲             |
| 4月21日  | らんま½ 熱闘歌合戦                    | 早乙女乱馬（山口勝平）、早乙女らんま（林原めぐみ） | 「チャイナからの手紙」       | テレビアニメ『らんま1/2 熱闘編』関連曲             |
| 11月21日 | らんま½ 歌暦（平成3年度版）           | 早乙女乱馬（山口勝平）                             | 「今夜はエイプリル・フール」 | テレビアニメ『らんま1/2 熱闘編』関連曲             |
| 12月21日 | キャッ党忍伝てやんでえ 猫座千秋楽公演 | ヤッ太郎（山口勝平）                               | 「天下無敵のヤッ太郎」       | テレビアニメ『キャッ党忍伝てやんでえ』関連曲       |
| 2003年   |                                       |                                                    |                              |                                                    |
| 12月7日  | ウソップの花道!                       | ウソップ（山口勝平）                               | 「ウソップの花道!」          | テレビアニメ『ONE PIECE』関連曲                    |
| 2005年   |                                       |                                                    |                              |                                                    |
| 8月3日   | 蒼き野生を抱いて                      | 犬夜叉（山口勝平）feat. かごめ（雪乃五月）         | 「蒼き野生を抱いて」         | テレビアニメ『犬夜叉』関連曲                       |

## 著書
- 『勝平大百科 50キャラで見る僕の声優史』（主婦の友インフォス、2022年11月11日） ISBN 978-4-07-451984-2